# Barylypa mitchelli
Barylypa mitchelli är en stekelart som beskrevs av Dasch 1984. Barylypa mitchelli ingår i släktet Barylypa och familjen brokparasitsteklar. Inga underarter finns listade.